# Tipula xanthocephala
Tipula xanthocephala är en tvåvingeart som beskrevs av Yang 1991. Tipula xanthocephala ingår i släktet Tipula och familjen storharkrankar. Inga underarter finns listade i Catalogue of Life.